# Eubordeta eichhorni
Eubordeta eichhorni là một loài bướm đêm trong họ Geometridae.